# Яблоновка (Волынская область)
Яблоновка (укр. Яблунівка) — село в Копачовской сельской общине Луцкого района Волынской области Украины.
Код КОАТУУ — 0724580304. Население по переписи 2001 года составляет 122 человека. Почтовый индекс — 45144. Телефонный код — 3368. Занимает площадь 0,078 км².

## История
Село образовано в 1960-х годах путем объединения бывших немецких хуторов Станиславка, Дубовка (до 1946 г. — Цециловка) и Любимовка (до 1946 г. — Либенштадт).
До 2020 года входило в Рожищенский район.